# Behavioral and Brain Functions
Behavioral and Brain Functions (en français, Fonctions comportementales et cérébrales, abrégé en Behav. Brain Funct.) est une revue scientifique à comité de lecture dans le domaine des neurosciences comportementales. Le journal est disponible en ligne en libre accès.
D'après le Journal Citation Reports, le facteur d'impact de ce journal était de 3,950 en 2021. Le directeur fondateur est Terje Sagvolden (Universités d'Oslo et Tromsø, Norvège), jusqu'à sa mort en 2011. De 2011 à 2017, Vivienne A. Russell (Université du Cap, Le Cap, Afrique du Sud) est directeur de publication. Depuis 2017, le directeur est Wim Crusio (CNRS, Pessac).